# Technicien des services culturels et des bâtiments de France
Les techniciens des services culturels et des bâtiments de France (TSC) sont un corps de la fonction publique d'État française, dépendant du ministère de la Culture.

## Fonctions
Fonctionnaires de catégorie B recrutés par voie de concours, les techniciens des services culturels et des bâtiments de France, assistent les membres des corps de catégorie A, qu’ils soient conservateurs, architectes des bâtiments de France ou ingénieurs (ingénieurs des travaux publics de l'État, ingénieurs des services culturels et du patrimoine). Ils participent à la mise en valeur et à la sauvegarde du patrimoine en remplissant des tâches touchant à l’accueil et à la sécurité des personnes, des biens et des bâtiments et à la mise en œuvre des procédures et de la législation relative à la protection du patrimoine.
Ils sont répartis entre les trois spécialités suivantes :
- Bâtiments de France : dans cette spécialité, ils secondent dans leurs missions les ingénieurs des services culturels et du patrimoine et sont secondés par des adjoints techniques et administratifs. Les techniciens

1. Participent à la mise en œuvre des procédures de dévolution des marchés de travaux, au suivi des chantiers et au règlement des comptes ainsi qu’à l’application de la législation relative aux monuments historiques
2. Secondent l'architecte des bâtiments de France dans l’exercice des missions du service départemental de l'architecture et du patrimoine
3. Participent à l’instruction des dossiers de travaux sur les édifices protégés et à leurs abords et veillent au respect des règles relatives à la protection du patrimoine.

- Surveillance et accueil : dans cette spécialité, ils assurent le contrôle hiérarchique et technique des personnels de surveillance et de magasinage : ils ont pour mission de veiller à la sécurité des bâtiments ainsi qu’à l’organisation et au fonctionnement du service ; ils supervisent les conditions d’accueil du public. Ils peuvent se voir confier des missions particulières en matière de surveillance des biens et des personnes ou d’accueil du public ;
- Maintenance des bâtiments et des matériels techniques : dans cette spécialité, ils participent à l’élaboration et au suivi des marchés ; ils veillent au bon fonctionnement des installations et du matériel dont ils ont la charge ; ils assument le contrôle hiérarchique et technique des personnels ouvriers.

### Déroulement de carrière
L'évolution se fait du Technicien des services culturels et des bâtiments de France, classe normale (13 échelons), puis classe supérieure (8 échelons), et classe exceptionnelle (7 échelons). Suivant l'échelon et la classe, le salaire des techniciens des services culturels et des bâtiments de France est de 1 588,56 € brut (échelon 1 classe normale) à 2 727,27 € (échelon 11, classe exceptionnelle).

### Régimes indemnitaires
Les primes intégrées à l'indemnité de fonctions, de sujétions et d'expertise (IFSE) ont été fixées par Note de gestion RIFSEEP-Annexe 12, corps des techniciens des services culturels et des bâtiments de France.